# Breaking the Habit
Breaking the Habit er en sang fra nü-metalbandet Linkin Park, fra deres album Meteora. Singlen blev udgivet den 22. juni 2004.